# پرنده رایت
پرنده رایت (به انگلیسی: Wright Flyer) که معمولاً به هواپیمای تک نفره یا هواپیمای ۱۹۰۳ اشاره دارد در واقع اولین سازه موفقیت‌آمیز سنگین که مدیریت و طراحی و ساخت آن توسط برادران رایت انجام گرفت. آنها چهار بار در تاریخ ۱۷ دسامبر سال ۱۹۰۳ در نزدیکی کیل دول هیل، کارولینای شمالی که تقریباً در ۴ مایلی جنوب کیتی هاک در کارولینای شمالی امروز است پرواز کردند. برادران رایت (اولیور و ویلبر) برای برخورداری از شانس اولین خلبانی و هدایت پرنده رایت که نخستین پرواز انسان بود، شیر یا خط بازی کردند و ویلبر، برنده شد. درحال حاضر این هوا پیما در موزه ملی هوافضای اسمیتسونین در شهر واشینگتن، دی سی به نمایش گذاشته می‌شود. این دو برادر، هواپیما را در سال ۱۹۰۳ و با استفاده از چوب نوئل سیتکایی ساختند و از آنجایی که نتوانستند برای این هواپیما، موتور اتوموبیل مناسبی پیدا کنند، از یک موتور بنزینی سبک وزن با حجم ۱۲-اسب-بخار (۹-کیلووات) به جای آن استفاده کردند.

## واکنش‌ها نسبت پرنده رایت
مؤسسه اسمیتسونین این هواپیما را اینگونه شرح داد: (این نخستین ماشین سنگین با قابلیت حمل انسان، هدایت و پرواز کنترل شدن بدست انسان حاملش است)
فدراسیون بین‌المللی هوانوردی نیز در صدمین سالگرد ساخت این هواپیما در سال ۲۰۰۳ آن را اینگونه شرح داد :(نخستین پرواز وسیله سنگین با قابلیت هدایت)

## نگارخانه

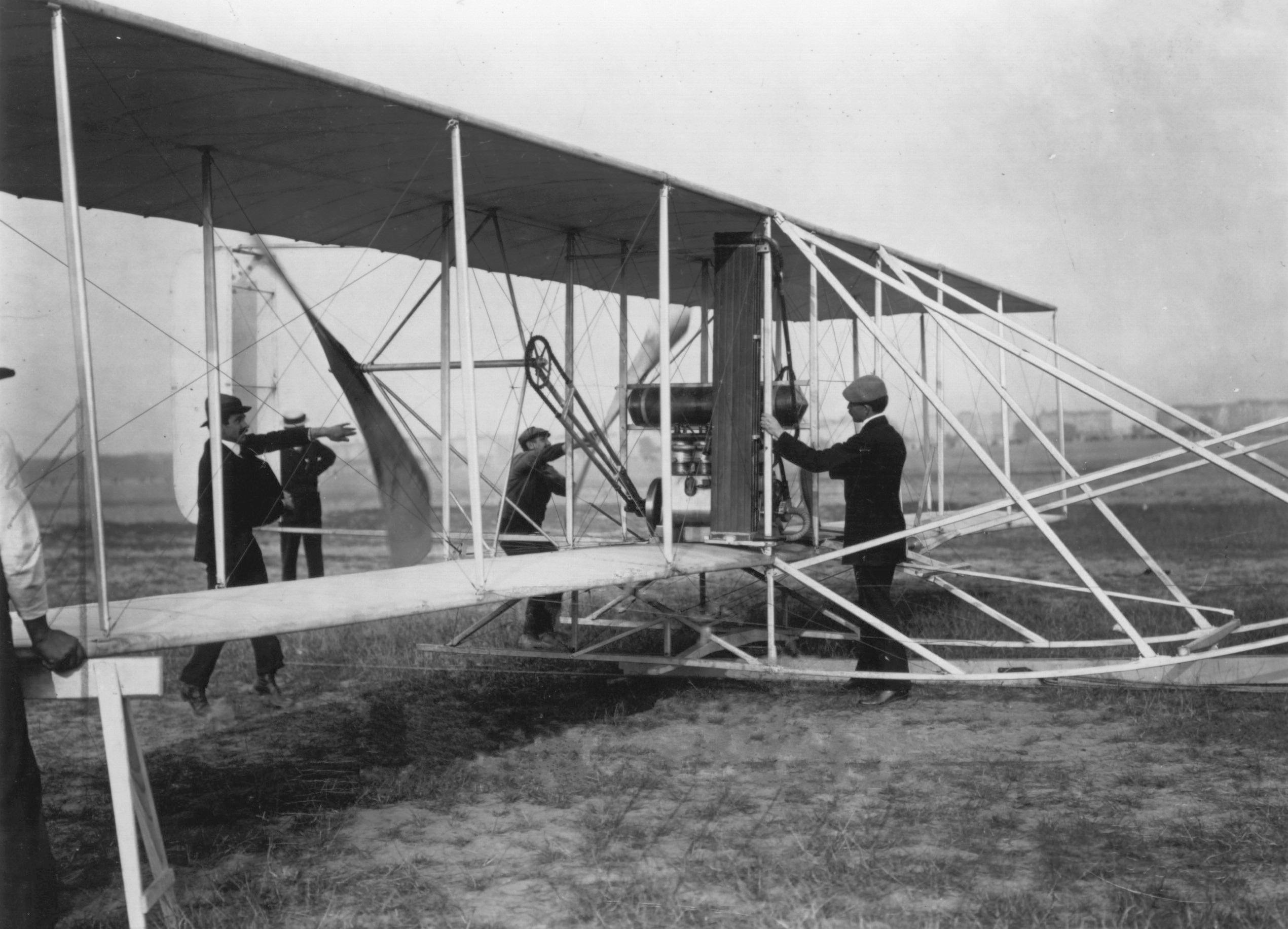
اولیور رایت در برلین
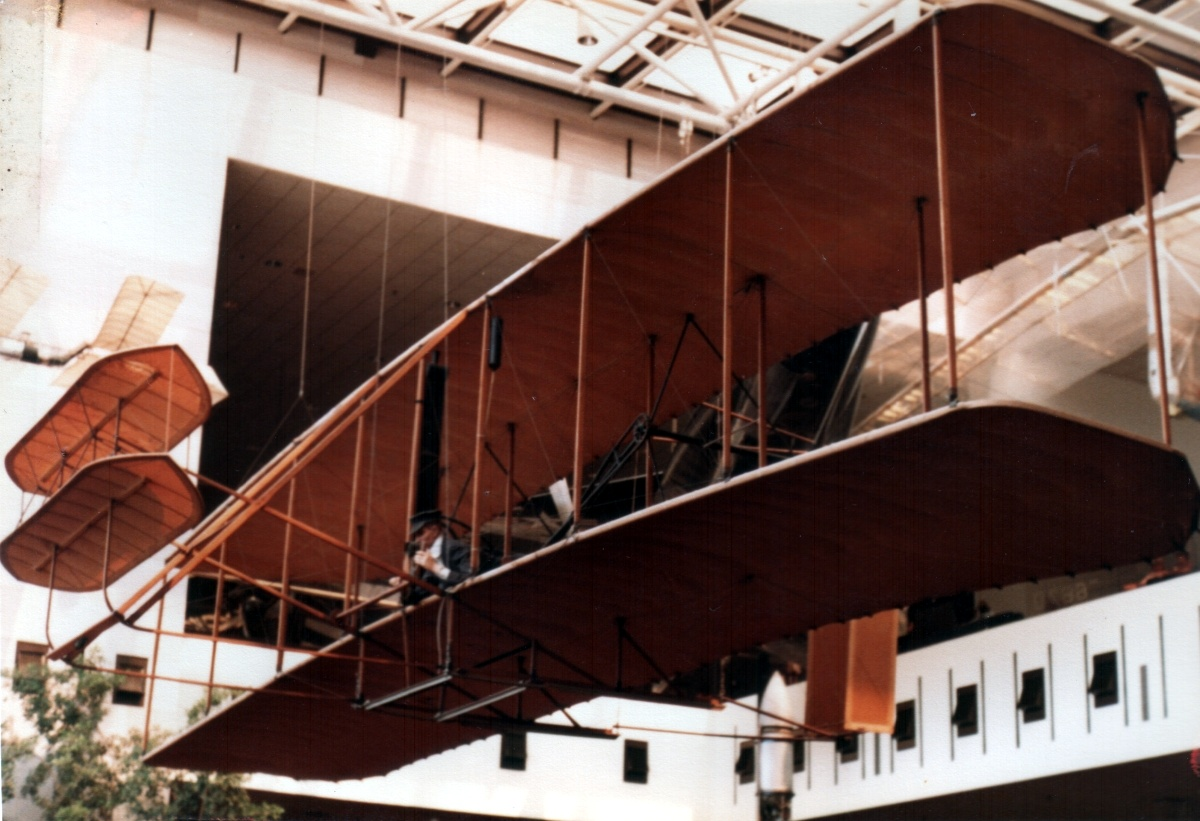
هواپیمای تک نفره در نمایشگاه ۱۹۸۲
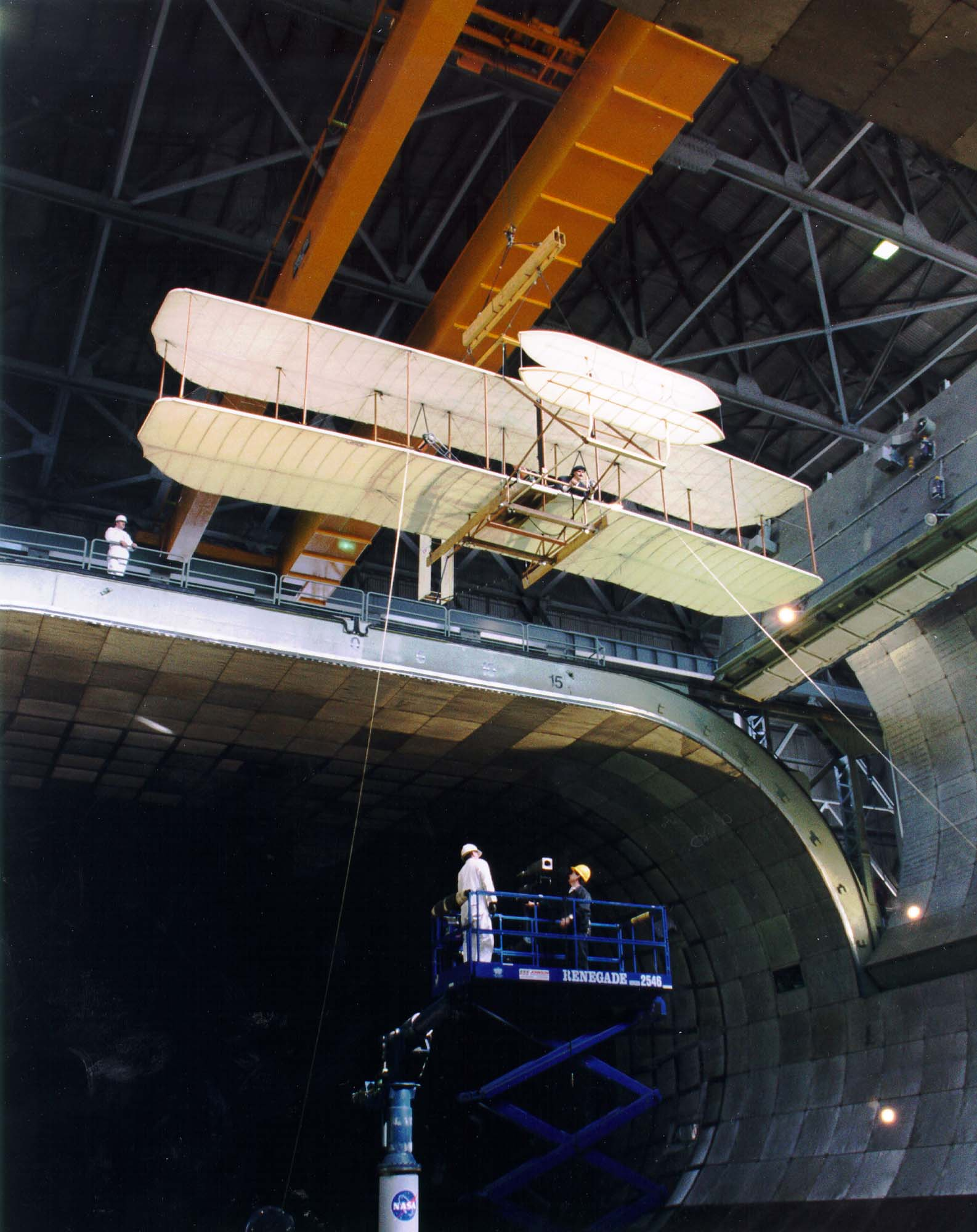
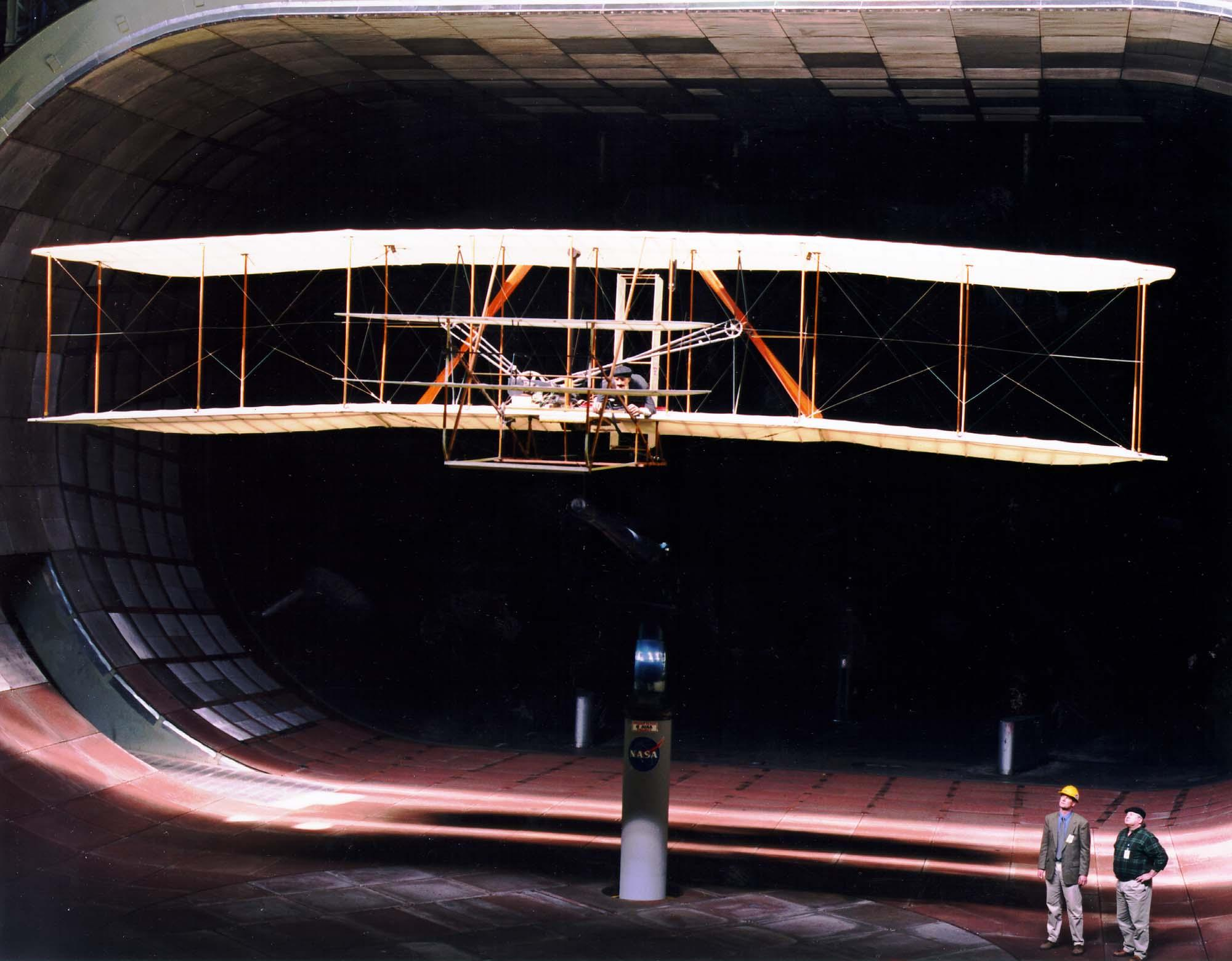
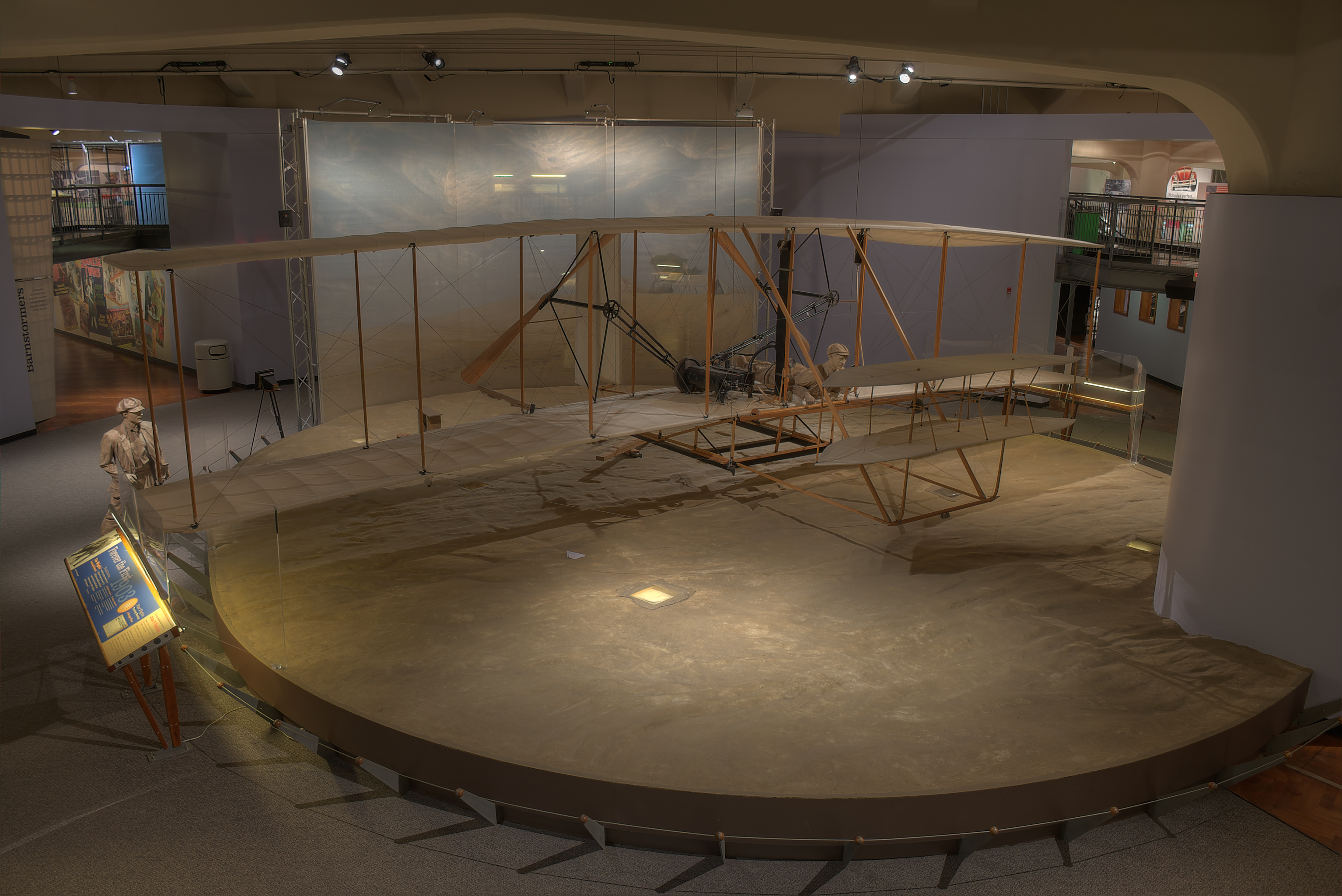
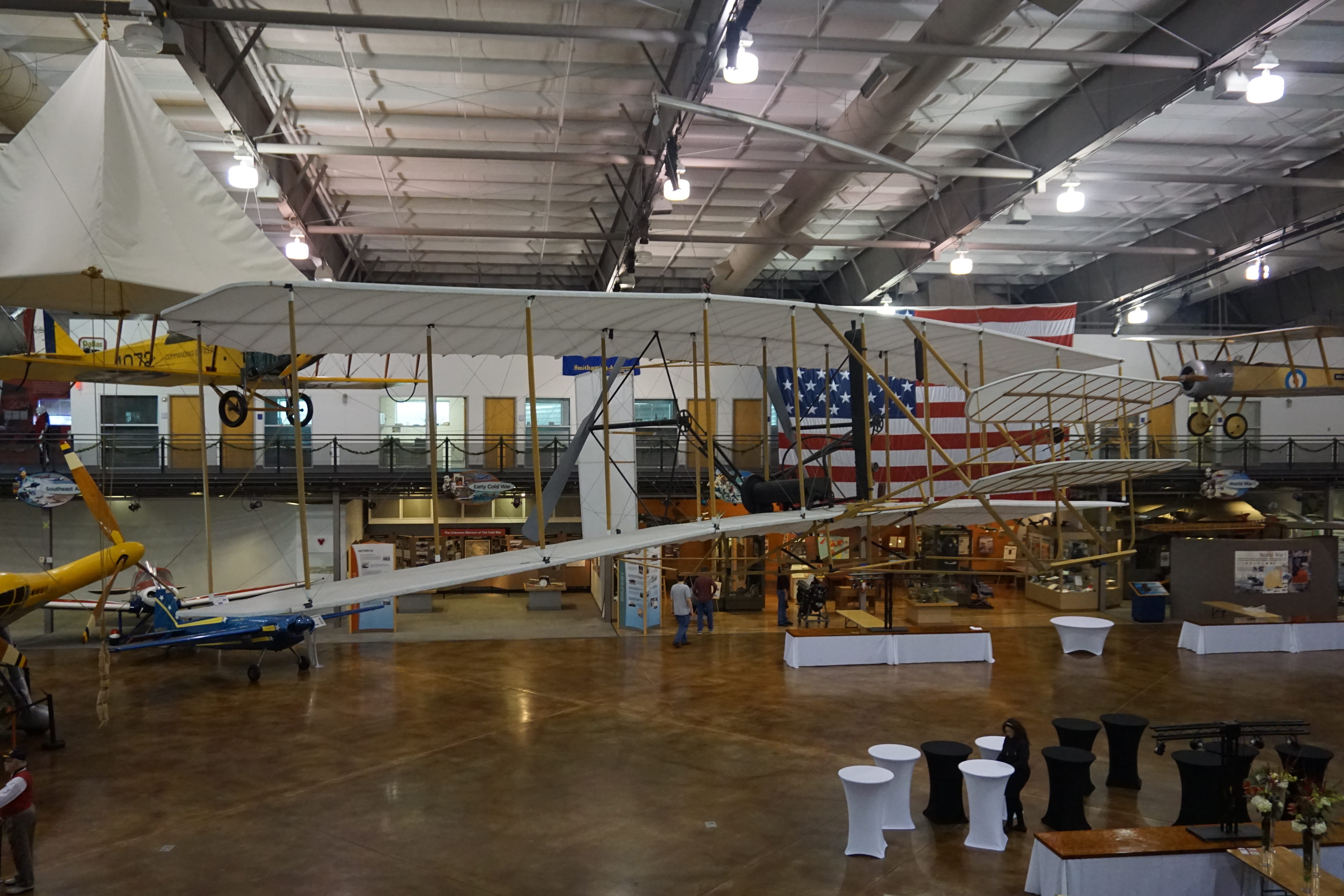
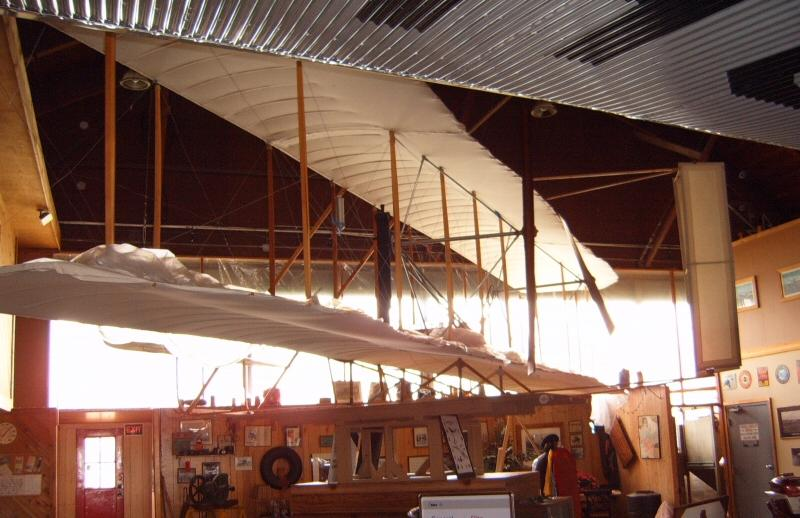